# زنده‌شده
زنده‌شده (انگلیسی: Resurrected) یک فیلم به کارگردانی پل گرینگرس است که در سال ۱۹۸۹ منتشر شد. از بازیگران آن می‌توان به تام بل، ریتا تاشینگهم، و دیوید تیولیس اشاره کرد.